# 2010年の交通
2010年の交通（2010ねんのこうつう）とは、2010年（平成22年）に起こった交通関係の出来事をまとめたページである。
2009年の交通 - 2010年の交通 - 2011年の交通

## 出来事の一覧

### 2月
- 12日
  - （航路廃止）  宇高国道フェリー、四国フェリーの両社が1988年の瀬戸大橋開通後も運航を続けてきた宇高航路（高松港-宇野港）を採算悪化を理由に3月26日の廃止を国土交通省四国運輸局に届出。後に、宇高国道フェリーは、3月4日に、四国フェリーは、3月11日にそれぞれ廃止届を取り下げた。

### 3月
- 8日
  - （海運） 上海市浦東新区マネジメント・コンサルティング協会と上海浦東国際金融航運両中心研究センターが「全球国際航運中心競争力指数」を公表[1]
- 24日
  - （航路廃止）  伊勢湾フェリーが1964年から半世紀近く運航を続けてきた鳥羽 - 伊良湖航路（鳥羽港-伊良湖港）を採算悪化を理由に9月30日の廃止を国土交通省中部運輸局に届出。後の8月23日に、廃止届を取り下げた。
- 26日
  -  （航路廃止）  宇高国道フェリー、四国フェリー 高松港-宇野港 前述の通り、両社とも廃止を取り下げた。
- 31日
  - （販売終了）  首都圏で使えるバス共通カードが川崎市交通局を除く全ての事業者で販売終了。

### 7月
- （利用停止）  首都圏一帯で使用出来たバス共通カードが川崎市交通局を除く事業者で利用終了。

### 9月
- 30日
  - （営業所廃止）  東急バス川崎営業所が営業終了。
  - （航路廃止）  伊勢湾フェリー 鳥羽港-伊良湖港 前述の通り、廃止届は取り下げられた。

### 10月
- 1日
  - （路線新設）  頸城自動車が中央病院〜バロー上越線を新設、また1系統の労災病院と新井を直接結ぶ便がなくなり、南本町〜本町六丁目間で乗り換える必要が生じるようになった。
- 31日
  - （利用停止）  川崎市交通局でバス共通カードの利用終了。

### 12月
- （海運）  中国の膠州市董家口に世界最大級の鉱石バースが完工[1]